# Герман, Мартин Иванович
 Мартин Иванович Герман (нем. Martin Gottfried Germann; 1755—1822) — профессор латинского языка, литературы и древностей в Казанском университете.

## Биография
Родился в земле Тюринген в городе Киндельбрюк. Учился в Нордгаузене, затем поступил в Гёттингенский университет, где изучал классическую филологию под руководством известного профессора Христиана Гейне. Получив степень доктора философии, уже известный к тому времени среди немецких учёных своими сочинениями, Герман не остался при университете, но поступил сначала преподавателем в торговую академию города Гамбурга, а затем в кадетский корпус в Берлине (1800), откуда и приехал в Санкт-Петербург.
Вскоре по своем приезде Герман обратил на себя внимание попечителя Казанского учебного округа Румовского. Степан Яковлевич предложил М. И. Герману статья профессором Императорского Казанского университета. М. И. Герман согласился и 26 апреля 1805 года был утверждён ординарным профессором латинского языка и древностей в Казанском университете. Румовский также предполагал назначить Германа на должность инспектора гимназии, но её директор, Яковкин, не согласился на это ввиду незнания Германом русского языка. В Казань Герман прибыл 31 июля, и ему тотчас же пришлось принять участие в борьбе двух партий, бывших в Казанском университете; в это время под влиянием Наполеоновских побед русские недружелюбно относились ко всем вообще иностранцам, так что немцам профессорам университетов приходилось держаться обособленно, но зато более сплоченно. С другой стороны, привыкнув в Германии к самостоятельности профессорских корпораций и общему признанию их прав, немецкие профессора с трудом подчинялись требованиям администрации и всячески отстаивали свою самостоятельность. Приехав в Казанский университет, Герману сразу примкнул к оппозиционной партии, отстаивавшей самостоятельность профессоров от тогдашнего главы университета Яковкина, которому звание директора гимназии давало право председательствовать в совете профессоров. В конце 1806 года оппозиционеры были побеждены и Герман с 14 ноября был устранён от участия в заседаниях коллегии; впрочем, он снова был допущен 4 марта 1807 г..
В своей ученой и преподавательской деятельности Герман был прежде всего последователем своего учителя Гейне; подобно ему он придавал аллегорическое значение мифам, старался знакомить своих слушателей с духом древней культуры и классической литературы, но это плохо удавалось ему, так как он русского языка не знал, слушатели же его не были достаточно знакомы ни с латинским, ни с французским, ни с немецким языками. Ввиду этого Герман стремился поднять уровень классического образования в гимназиях, обращая больше внимания на дух языка, а не на механическое заучивание грамматики, а также предлагал учредить при университете филологическую семинарию, но ни одно из его предложений успеха не имело. В 1807 году Герман кроме своего предмета преподавал ещё логику и психологию; в 1811 г. он просил гр. Разумовского назначить его профессором латинского языка в Александровский лицей, но получил отказ.
В 1812 году Герман принял русское подданство. В 1813 и 1819 годах он состоял деканом словесного отделения, а в 1817—1819 гг. — директором Педагогического института.
С 5 августа 1819 года он был уволен от службы «по старости лет» с половинной пенсией и его материальное положение, бывшее и все время плохим, ухудшилось ещё больше; некоторое время он прожил в Петербурге в нужде, а в январе 1821 года был определён пастором в немецкую колонию Ягодная Поляна, где и умер в конце 1822 года.

## Сочинения
Германом написаны следующие труды: 1) Handbuch der Mythologie aus Homer u Hesiod. Mit Anmerkungen v. Hofr. Heine. 3 B. mit einer Sternkarte, Berlin 1787—95. 8° (две переделки в виде краткого руководства к мифологии для высших и низших классов гимназии); 2) Die Feste von Hellas, historisch-philosophisch bearbeitet. 2 Thle Berl. 1803. 8°; 3) Gommentatio de usu ac praestantia litterarum graecarum latinarumque, praelecta а M. G. Hermann. Gasani 1806; 4) Oratio de litterarum graecarum romanarumque usu ac praestantia. Gasani 1817. Оба первых труда Германа повторяют взгляды Гейне на аллегорическое происхождение мифов. Кроме того он перевёл: «Путешествие Лаперуза кругом света», Дюмурье «О настоящем положении Европы», 1799 г., с англ. Симе «Путешествие из Индии в Тибет» и «Путешествие Ванкувера». В рукописи осталось «Собрание рассуждений, до древности касающихся».